# Liz Phair
Elizabeth Clark "Liz" Phair (ur. 17 kwietnia 1967) – amerykańska wokalistka i kompozytorka.
Liz Phair przed podpisaniem umowy z pierwszą wytwórnią Matador Records, na początku lat 1990 wydawała kasety pod pseudonimem Girly Sound. Jej pierwszy studyjny album Exile in Guyville, wydany przez wytwórnię Exile, ukazał się w 1993 roku i został oceniony przez magazyn Rolling Stone jako jeden z 500 najlepszych albumów wszech czasów.

## Dyskografia
- Exile in Guyville (1993)
- Whip-Smart (1994)
- Juvenilia (1995)
- Whitechocolatespaceegg (1998)
- Liz Phair (2003)
- Somebody's Miracle (2005)
- Funstyle (2010)